# Ronald Rol
Ronald Rol (Alkmaar, 16 februari 1962) is een Nederlands voormalig baanwielrenner. Zijn sterkste onderdeel was het stayeren. Hij heeft deelgenomen aan de Wereldkampioenschappen baanwielrennen voor amateurs in 1985 en 1987. Rol behaalde in 1998 een tweede plaats op Europees kampioenschap stayeren. Hij won van 1994 tot 1998 het Nederlandse kampioenschap stayeren. Nadat hij gestopt is als renner is hij actief geworden als gangmaker.
Zijn jongere broer Raymond Rol is ook meervoudig Nederlands kampioen stayeren.